# Горан Милошевић (професор)
Горан Милошевић (Боровац, 1967) редовни је професор Правног факултета Универзитета у Новом Саду.

## Биографија
Рођен је 1967. године у Боровцу, општина Медвеђа. На Економском факултету у Крагујевцу дипломирао је 1992. године.

## Образовање
Магистарску тезу под називом Начин утврђивања јавних прихода у Србији – садашње стање и правци промена, одбранио је 2001. године на Економском факултету у Крагујевцу, а докторску дисертацију с темом Порези – ублажавање пореског терета и пореска евазија – са освртом на привредни развој, 2005. године на истом факултету.

## Радна места
- начелник ОУП Смедеревска Паланка МУП РС (2001-2004)
- начелник СУП Смедерево МУП РС (2004-2006)
- саветник министра унутрашњих послова за област образовања и обуке (2006-2009)
- Октобра 2003. године биран је у наставно звање предавача на ВШУП у Земуну.
- На Криминалистичко-полицијској академији у Београду, на ужој научној области Економске науке, за предмет Основи економије изабран је у наставно звање доцента 2005. године, у звање ванредног професора 2008. године, а у звање редовног професора 2012. године.
- На Правном факултету Универзитета у Новом Саду на предмету Основи економије изабран је у звање редовног професора 2015. године.
- На Правном факултету Универзитета у Новом Саду изводи наставу из предмета Пореско право, као и изборног предмета Финансијско право ЕУ.

## Чланство у организацијама и телима
- члан Савета Криминалистичко-полицијске академије (2007-2009)
- декан Криминалистичко-полицијске акдемије (2009-2015)
- главни и одговорни уредник часописа НБП – журнал за криминалистику и право (2009-2013)
- шеф је Катедре правноекономских наука Правног факултета у Новом Саду

## Научни рад
Области његовог научног интересовања: међународни економски односи, економија транзиције, економија ЕУ, економија јавног сектора и јавне финансије.
Списак пројеката на којима је био руководилац, односно учесник:
1. „Јавна безбедност и проблем сиве економије“, МУП Републике Србије, Виша школа унутрашњих послова, Београд, 2005, (Пројекат је започет децембра 2003. године а завршен и верификован фебруара 2005. године).
2. „Корупција у јавној управи“ – (руководилац пројекта током 2009) члан истраживачког тима (2010-2011), Криминалистичко-полицијска академија, (пројекат је започет 2009. године и трајао до 2011. године).
3. „Развој институционалних капацитета, стандарда и процедура за супростављање организованом криминалу и тероризму у условима међународних интеграција“ – Пројекат финансира Министарство просвете и науке Републике Србије под бројем 179045. Члан истраживачког тима. (пројекат 2011-2015)
4. „Транзиција и економски криминал“ Пројекат финансира Криминалистичко-полицијска академија и МУП Републике Србије, (пројекат је започет 2012. године и траје до 2014. године). Члан истраживачког тима.
5. „Теоријски и практични проблеми стварања и примене права (ЕУ и Србија)“ Пројекат финансира Универзитет у Новом Саду Правни факултет, Носилац пројекта Правни факултет, Период учешћа у истраживању: од 01. 01. 2015. године до 31. 12. 2015. године. Члан истраживачког тима
6. „Правна традиција и нови правни изазови“ Пројекат финансира Универзитет у Новом Саду Правни факултет, Носилац пројекта Правни факултет, Трајање пројекта: 2016-2020. Члан истраживачког тима

## Изабрана библиографија

### Књиге
1. Милошевић, Горан; Кулић, Мирко (2015). Пореско право. Правни факултет у Новом Саду. ISBN 978-86-7774-149-5.
2. Милошевић, Горан (2014). Основи економије. Криминалистичко-полицијска академија. ISBN 978-86-7020-287-0.
3. Милошевић, Горан; Кулић, Мирко (2013). Јавне финансије. Криминалистичко-полицијска академија. ISBN 978-86-7020-255-9.
4. Милошевић, Горан (2009). Монетарне и јавне финансије. Београдска пословна школа - Висока школа струковних студија. ISBN 978-86-7169-279-3.
5. Милошевић, Горан (2011). Теорија и пракса финансијског права. Криминалистичко-полицијска академија. ISBN 978-86-7020-196-5.
6. Милошевић, Горан; Кулић, Мирко (2011). Пореско право – теорија и пракса. Марсо. ISBN 978-86-6107-094-5.
7. Кулић, Живко; Милошевић, Горан (2014). Управљање људским и материјалним ресурсима. Криминалистичко-полицијска академија. ISBN 978-86-7020-224-5.
8. Милошевић, Горан (2005). Порез и избегавње пореза. Службени лист СЦГ. ISBN 978-86-355-0696-8.

### Научни радови
1. Милошевић, Горан; Батуран, Лука (2018). „Субвенције и порески подстицаји запошљавања особа са инвалидитетом у Републици Србији”. Радно и социјално право. 22 br. 2: 107—123.
2. Milošević, Goran; Vuković, Marija; Jovanović, Duško (2018). „Taxation of Farmers by the Income Tax in Serbia” (PDF). Ekonomika poljoprivrede. LXV br. 2: 683—696.
3. Стајић, Љубомир; Милошевић, Горан (2017). „Финансијска делатност државе као фактор економске безбедности - осврт на Републику Србију”. Српска политичка мисао. 55 br. 1: 175—195.
4. Kulić, Mirko; Milošević, Goran; Cvjetković Ivetić, Cvjetana (2017). „SUBJECTS IN TAX LAW RELATIONS IN THE REPUBLIC OF SERBIA”. Međunarodni naučni skup: “Dani Arčibalda Rajsa” : tematski zbornik radova međunarodnog značaja. br. 3: 25—37.
5. Милошевић, Горан; Кулић, Мирко (2017). „ЗАЩИТА КЛАССИФИЦИРОВАННОЙ ИНФОРМАЦII В НАЛОГОВОЙ ПРОЦЕДУРЕ”. Зборник радова: Међународна научна конференција: Слобода, безбденост: право на приватност: 465—486.
6. Кулић, Живко; Милошевић, Горан; Милутиновић, Оливера (2017). Управљање материјалним ресурсима. New Look Entertainment. ISBN 978-86-6259-052-7.
7. Милошевић, Горан; Кулић, Мирко; Батуран, Лука (2017). „Опорезивање зарада и равнотежа на тржишту радне снаге Србије”. Зборник радова са Међународног научног скупа: Изазови одрживог развоја – економски и друштвени аспекти: 683—695.
8. Милошевић, Горан (2017). „Фактори промена на тржишту радне снаге Србије” (PDF). Зборник радова Правног факултета у Новом Саду. LI br. 3,1: 713—735. Архивирано из оригинала (PDF) 08. 12. 2021. г. Приступљено 25. 10. 2018.
9. Милошевић, Горан; Батуран, Лука (2017). „Економска анализа минималне цене рада у Србији”. Радно и социјално право. 21 br. 1: 129—146.
10. Cvjetković Ivetić, Cvjetana; Milošević, Goran; Baturan, Luka (2016). „„THE FIGHT AGAINST TAX EVASION IN THE EUROPEAN UNION“”. Међународни научни скуп, „Дани Арчибалда Рајса“ , Тематски Зборник радова међународног значаја: 101—109.
11. Милошевић, Горан; Рајковић, Миле (2016). Монетарне и јавне финансије. Београдска пословна школа – Висока школа струковних студија. ISBN 978-86-7169-532-9.
12. Милошевић, Горан; Кулић, Мирко (2016). „Развој пореског система Србије до Другог светског рата” (PDF). Зборник радова Правног факултета у Новом Саду. L br. 1: 55—69. Архивирано из оригинала (PDF) 02. 12. 2021. г. Приступљено 25. 10. 2018.
13. Milašinović, Srđan; Milošević, Goran; Jevtović, Zoran (2015). „The role of traditional values and advertising discourse in creation of modern conflict”. Tematski zbornik radova međunarodnog značaja. Tom 3 / Međunarodni naučni skup "Dani Arčibalda Rajsa. br. 3: 23—29.
14. Милошевић, Горан; Кулић, Мирко (2015). „Настанак и време испуњења пореске обавезе” (PDF). Зборник радова Правног факултета у Новом Саду. XLIX br. 2: 597—615. Архивирано из оригинала (PDF) 08. 12. 2021. г. Приступљено 25. 10. 2018.
15. Milošević, Goran; Kulić, Mirko (2014). „Principles of taxation”. Thematic Conference Proceedings of International Significance. 1 br. 1: 327—332.
16. Милошевић, Горан; Кулић, Живко (2014). „Стилови и модели лидерства у политици”. Српска политичка мисао. 45 br. 3: 149—164.
17. Милошевић, Горан; Ђурић, Звездан (2014). „Јужни ток – кроз призму економског развоја и економске и енергетске безбедности Србије”. Политика националне безбедности. 6 br. 1.
18. Milošević, Goran; Kulić, Mirko (2013). „Administrative dispute in tax matters”. Thematic Conference Proceedings of International Significance International Scientific Conference "Archibald Reiss Days". 1 br.: 55—66.
19. Голубовић, Наташа; Милошевић, Горан; Милашиновић, Срђан (2013). „Отворена питања теорије и праксе неолиберализма”. Зборник радова Правног факултета у Новом Саду. br. 1: 33—47.
20. Милошевић, Горан; Кулић, Живко (2013). „Субјекти и фактори политичког лидерства”. Српска политичка мисао. br. 4: 61—77.
21. Јевтовић, Зоран; Милошевић, Горан; Милашиновић, Срђан (2013). „Промена методолошког оквира унутар конфликтне парадигме”. Супротстављање организованом криминалу: 1—7.
22. Milašinović, Srđan; Milošević, Goran; Kešetović, Želimir (2013). „Impact of youth subcultures on violence of adolescents”. Suprotstavljanje savremenom organizovanom kriminalu i terorizmu: 371—386.
23. Milašinović, Srđan; Jevtović, Zoran; Milošević, Goran (2013). „Analysis of the social networks crisis communication”. Studii de securitate publicǎ. 2 br. 4: 151—159.
24. Милошевић, Горан (2011). „Економска криза као фактор угрожавања безбедности Србије”. Српска политичка мисао. 31 br. 1: 247—260.
25. Милошевић, Горан; Кулић, Мирко (2011). „Теоријске основе и практична искуства преваљивања пореза са освртом на пољопривреду” (PDF). Економика пољопривреде. 58 br. 2: 281—297.
26. Милошевић, Горан; Кулић, Мирко (2011). „Улога фискалног система у креирању политичког капацитета Србије”. Српска политичка мисао. 34 br. 4.
27. Милошевић, Горан; Кулић, Мирко; Милашиновић, Срђан (2011). „Fiskalni kriminalitet u Srbiji”. Индустрија. 39 br. 4: 293—306.
28. Милошевић, Горан; Кулић, Мирко (2011). „Однос кривичних дела пореске утаје и неуплаћивања пореза по одбитку у српском кривичном праву”. Анали Правног факултета у Београду. 59 br. 2: 321—343.
29. Милошевић, Горан; Цветковић, Драган (2012). „Утицај финансијског криминалитета на политички амбијент”. Српска политичка мисао. 37 br. 3: 303—322.
30. Kulić, Živko; Milošević, Goran; Milašinović, Srđan; Kešetović, Želimir; Ristić, Slobodan (2013). „Information technology impact on changes in company organizational structure”. Technics tehnologies education management. 8 br. 2: 763—767.
31. Jednak, Jovo; Jednak, Dejan; Milošević, Goran; Milašinović, Srđan; Korajlić, Nedžad (2013). „Effective risk management liquidity and general standards of liquidity”. Technics tehnologies education management. 8 br. 4.